# Fonds für Arbeitsunfälle
Der Fonds für Arbeitsunfälle ist eine belgische öffentliche Einrichtung für soziale Sicherheit in Brüssel. 1967, nach der Fusion mehrerer Hilfseinrichtungen für Opfer von Arbeitsunfällen, wurde er gestiftet.

## Ziel
Der Fonds will in seiner Eigenschaft als öffentliche Einrichtung einen aktiven Beitrag zur optimalen Wirkung des Arbeitsunfallsektors innerhalb der sozialen Sicherheit leisten.

## Organisation
Ein Verwaltungskomitee ist für die strategische Verwaltung des Fonds zuständig. Es wird dabei von vier technischen Komitees unterstützt, die paritätisch aus Vertretern der Arbeitnehmer und Arbeitgeber zusammengestellt werden. Die tägliche Verwaltung des Fonds wird einer Generalverwalterin und ihrem beigeordneten Generalverwalter anvertraut. Sie sollen die Entscheidungen durchführen, die vom Verwaltungskomitee getroffen werden. Die Direktoren der unterschiedlichen Dienste des Fonds helfen ihnen dabei.

## Aufträge
Die meisten Anträge des Fonds beziehen sich auf die Arbeits- und Arbeitswegeunfälle im Privatsektor. Diese Unfälle werden vom belgischen Gesetz über die Arbeitsunfälle vom 10. April 1970 geregelt. Die Arbeitsunfälle im öffentlichen Sektor werden vom belgischen Gesetz über die Vorbeugung gegen oder den Schadenersatz für Arbeitsunfälle, Wegeunfälle und Berufskrankheiten im öffentlichen Sektor vom 3. Juli 1967 geregelt. Für diese Unfälle hat der Fonds weniger Befugnisse. Er wacht nur darüber, dass die Gesetzgebung respektiert wird, und dass die Opfer informiert werden.